# Київські зустрічі
«Київські зустрічі» — радянський кіноальманах з шести новел 1979 року, знятий режисерами Валентином Фещенком, Сільвією Сергийчиковою, Віктором Жилком, Борисом Шиленком, Юрієм Жариковим та Миколою Засєєвим-Руденком на Кіностудії ім. О. Довженка.

## Сюжет
Кіноальманах складається з 6 новел, кожна з яких розповідає про непрості людські взаємини, про складнощі на шляху до успіху та благополуччя, про добре і світле кохання.

### «В останні дні літа»
За мотивами оповідання Олексія Каплера «Стара діва». У свої тридцять сім років художниця Саша вважає, що кохання — доля юних. Проте зустріч із льотчиком-випробувачем Іваном Миколайовичем перевертає її розмірене, усталене життя, відкриває в ньому невитрачені сили душі: емоційність, чуйність, доброту, трепетність…

### «Затяжний стрибок»
Якщо співробітник НДІ Дудкін візьме участь у змаганнях і стрибне з парашутом, йому прискорять отримання житла. Вперше у житті він стрибнув і став рекордсменом.

### «Зупинись, мите...»
За мотивами оповідання Євгена Гуцало «Ходімо до мене Іван…». У міському натовпі немолода жінка раптом бачить літню людину, чий образ раптово висвітлив у пам'яті фронтові епізоди — люті бої з гітлерівцями, рідкісні хвилини затишшя і спілкування з цим безстрашним солдатом, в якого закохана вона, медсестра… Жінка так і не наважується підійти до цього чоловіка, і він розчиняється у натовпі киян.

### «Дотик»
Дівчинці Тані подобається один хлопець. Вона непомітно слідує за ним вулицями, їздить поряд з ним в автобусі. У школі, на уроці літератури, коли розбирають образ пушкінської Тетяни, Таня несподівано заявляє, що героїня «Онєгіна» зовсім не любила Євгена, чим приводить вчительку в замішання. А сама дівчинка нарешті знайомиться зі своїм коханим Сергійком. Знаючи, що той хотів потрапити до театру на гучну виставу, вона постаралася дістати квитки. Однак перед початком вистави Таня випадково чує телефонну розмову Сергія з жінкою. Самій же Тані він зізнається, що з цією жінкою у нього стосунки і вона одружена. Тані незрозумілий такий цинізм. Пелена закоханості спадає, і з сумом, але з легким серцем, вона залишає Сергія.

### «Сімейна драма»
За мотивами оповідання Бориса Ласкіна «Дуня». Степан Степанович копошиться у моторі свого автомобіля. Товариська малеча з лялькою в руках починає розмовляти з ним, і від дівчинки той дізнається, що в будинку у неї твориться якась драма, тому мама і тато терміново відправили доньку гуляти, бо з'явився загадковий дядько у білому плащі. Обурений, що так байдуже обійшлися з дитиною, Степан Степанович іде до квартири дівчинки і… з подивом бачить, що матуся не відриває очей від екрану телевізора, де йде захоплюючий детектив, герой якого розгулює в білому плащі.

### «Я вас зустрів …»
За мотивами оповідання Володимира Свиридова «Подружнє життя». Молодий чоловік знайомиться на вулиці з миловидною жінкою. Вони чудово проводять разом час, гуляючи Києвом і катаючись Дніпром, а ввечері приходять до будинку, де назустріч їм з радісним криком кидаються двоє дітей. Все пояснюється просто: виявляється, це чоловік та дружина, і сьогодні вони вирішили заново прожити свій перший день знайомства.

## У ролях
- Віталій Дорошенко — головна роль
- Галина Сполуденна — головна роль
- В'ячеслав Жолобов — Іван Миколайович, льотчик
- Ірина Терещенко — Саша, художниця
- Ада Роговцева — Марія
- Костянтин Степанков — Іван
- Тетяна Митрушина — вчителька
- Ігор Славинський — Сергій
- Надія Смирнова — Таня
- Катерина Степанкова — головна роль
- Іван Гаврилюк — Слава
- Валентина Івашова — Ксенія Петрівна
- Катерина Крупенникова — Майя
- Сергій Свечников — наречений
- Галина Довгозвяга — роль другого плану
- Поліна Куманченко — роль другого плану
- Олександр Мовчан — роль другого плану
- Людмила Зверховська — роль другого плану
- Олександр Каневський — роль другого плану
- Людмила Лобза — роль другого плану
- Галина Логінова — роль другого плану
- Степан Олексенко — роль другого плану
- Віктор Панченко — роль другого плану
- Сергій Подгорний — роль другого плану
- Юрій Рудченко — роль другого плану
- Анатолій Шаляпін — Дудкін
- Галина Демчук — роль другого плану
- Михайло Ігнатов — роль другого плану
- Володимир Соловйов — роль другого плану
- Олексій Кожевников — роль другого плану
- Ніна Ільїна — епізод
- Людмила Кузьміна — епізод
- Сергій Пономаренко — епізод
- Володимир Талашко — епізод
- Алім Федоринський — епізод
- Анатолій Юрченко — епізод

## Знімальна група
- Режисери — Валентин Фещенко, Сільвія Сергийчикова, Віктор Жилко, Борис Шиленко, Юрій Жариков, Микола Засєєв-Руденко
- Сценаристи — Марина Радченко, Олексій Каплер, Олександр Каневський, Борис Ласкін
- Оператори — Віталій Кондратьєв, Наум Слуцький, Валерій Грозак, Аркадій Першин, Павло Степанов
- Композитори — Володимир Бистряков, Олександр Злотник, Володимир Губа, Леонід Сухоруков
- Художники — Григорій Павленко, Віктор Жилко, Сергій Гановський